# Популяционные волны
Популяционные волны или волны жизни — колебания численности организмов в природных популяциях. Могут быть как периодическими, так и непериодическими. Термин был введён русским биологом Сергеем Сергеевичем Четвериковым в 1905 году.
Это явление наблюдается у любых видов растений и животных, включая микроорганизмы. Данные колебания численности могут быть сезонными либо несезонными, повторяющимися через различные временные промежутки. Период колебаний численности у белок — 8—11 лет, у мышевидных грызунов — около 10 лет, бабочки-капустницы — 10—12 лет, североамериканского зайца-беляка и рыси на севере Канады — 9—10 лет, саранчи — около 11 лет. Часто популяционные волны сопровождаются колебаниями ареала самих популяций.
Причины колебаний обычно могут иметь экологическую природу. Например, размеры популяций «жертвы» (зайца) увеличиваются при снижении популяции «хищника» (лисицы, рыси, волка). При этом, увеличение кормовых ресурсов способствует росту численности хищников, что, в свою же очередь, интенсифицирует истребление жертв.
Принято различать большие и малые волны жизни. Первые могут достигать большого размера даже у сравнительно крупных, но быстро размножающихся животных. Например, численность зайца-беляка в некоторые годы может возрастать в 1000 и даже 2500 раз. У плодовитых видов мелкого размера данная амплитуда несравненно больше, например у отдельных насекомых она достигает 10 тысяч раз, численность майских жуков может увеличиваться в миллион раз, сибирского шелкопряда — в 12 миллионов раз.
Вспышки численности организмов ряда видов, которые наблюдаются в ряде регионов мира, могут быть обусловленными деятельностью человека. В XIX—XX веках примерами этого являются популяции домовых воробьев в Северной Америке, кроликов в Австралии, канадской элодеи в Евразии. В настоящее время также возросли размеры популяций домовой мухи, которые находят кормовую базу в виде разлагающихся пищевых отходов вблизи поселений человека. Напротив, численность популяций домовых воробьев сокращается в городах вследствие прекращения широкого использования лошадей.
Популяционные волны являются эффективным фактором преодоления генетической инертности природных популяций. Волны жизни имеют большое эволюционное значение, будучи одним из эволюционных факторов наряду с изоляцией, наследственной изменчивостью и естественным отбором.